# Sebastian Currier

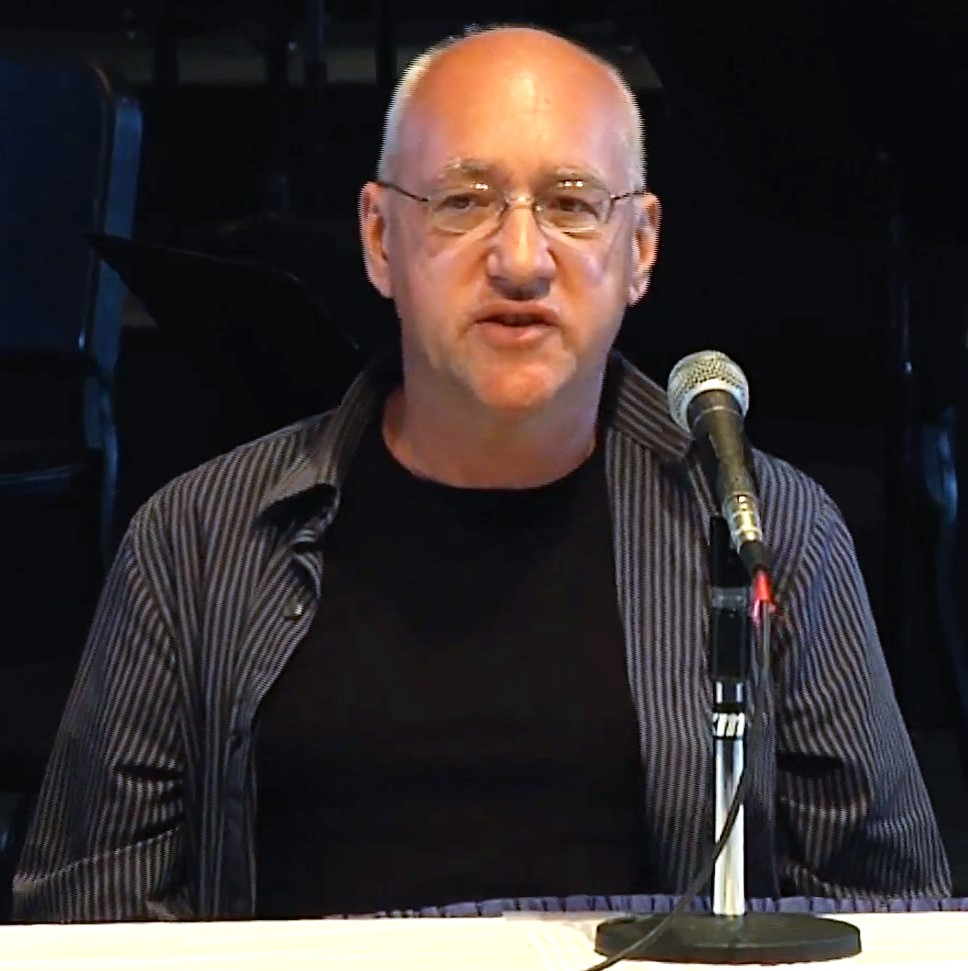
Sebastian Currier, 2015

Sebastian Currier (* 16. März 1959 in Huntingdon, Pennsylvania, USA) ist ein US-amerikanischer Komponist.

## Leben
Currier wuchs in Providence, Rhode Island in Neu-England auf. Seine Familie ist sehr musikalisch, so ist sein Bruder Nathan Currier ebenfalls Komponist. Sebastian Currier schloss sowohl die Juilliard School als auch die Manhattan School of Music, beide in New York City, ab. In den Jahren 1999 bis 2007 war er Professor für Musik an der Columbia University in New York.

## Auszeichnungen und Preise
- 2013: Artist in Residence am Institute for Advanced Study, Princeton.
- 2010: Distinguished Alumni Award der Manhattan School of Music.
- 2007: Grawemeyer Award for Music Composition für sein Werk Static.
- 1994: Rome Prize.
- 1992: Guggenheim Fellowship.

2016 wurde er zum Mitglied der American Academy of Arts and Letters gewählt.

## Werke (Auswahl)
- 1989: Clockwork für Violine und Piano.
- 1995: Ousted Set für Streicherquartett.
- Crossfade für zwei Harfen.
- 1997: Microsymph „eine Sinfonie von 30 Minuten Dauer, die in 10 Minuten komprimiert wurde“ für Orchester.
- Vollendung des Orchestersatzes der 2. Sinfonie (1992) von Stephen Albert nach dessen Tod.
- 2005: Nightmaze für Kammerensemble.
- Aftersong für Violine, Anne-Sophie Mutter gewidmet.
- Static für Kammerensemble.
- 2006: Klavierkonzert, für Piano und Orchester; UA: April 2007, Emma Tahmizian am Piano
- 2007: Time Machines, UA: 2. Juni 2011, mit Anne-Sophie Mutter, Roman Patkoló Kontrabass, und den New Yorker Philharmonikern, Leitung: Alan Gilbert. Wurde 2011 vom Komponisten überarbeitet.